# Cacoxenus apidoxenus
Cacoxenus apidoxenus är en tvåvingeart som beskrevs av Tsacas och Desmier de Chenon 1976. Cacoxenus apidoxenus ingår i släktet Cacoxenus och familjen daggflugor. Inga underarter finns listade i Catalogue of Life.